# Калугарени
Калугарени (рум. Călugăreni) је насеље у општини Фенлак, округ Арад у Румунији. Налази се на надморској висини од 109 м.

## Становништво
Према попису из 2002. године у насељу је живело 239 становника, од којих су 236 румунске националности.